# Terminalia rhopalophora
Terminalia rhopalophora är en tvåhjärtbladig växtart som beskrevs av René Paul Raymond Capuron. Terminalia rhopalophora ingår i släktet Terminalia och familjen Combretaceae. Utöver nominatformen finns också underarten T. r. analalavensis.